# Hirth
Göbler-Hirthmotoren GmbH je nemški proizvajalec letalskih motorjev s sedežem v kraju Benningen. Podjetje je ustanovil Hellmuth Hirth leta 1920 kot Hellmuth Hirth Versuchsbau. Prvi motor je bil štiritaktni obrnjeni vrstni HM 60 iz leta 1931. Po Hirthovi smrti leta 1938 je nemško ministrstvo leta 1941 Reichsluftfahrtministerium združilo podjetje s Heinklom v Heinkel-Hirth. Po 2. svetovni vojni se je to podjetje razdružilo, Hirth je začel proizvajati stacionarne motorje in motorje za motorne sani. Leta 1965 so spet začeli proizvajati letalske motorje, vendar je kmalu zatem leta 1974 podjetje prostovoljno likvidiralo. Lastnino je kupil Hans Göbler in začel proizvajati dvotaktne motorje za lahka letala.

## Motorji

### Batni
- Hirth HM 60 - 4-valjni zračno hlajeni obrnjeni vrstni motor 80 hp (60 kW)
- Hirth HM 500 - 4-valjni zračno hlajeni obrnjeni vrstni motor
- Hirth HM 501 - 4-valjni zračno hlajeni obrnjeni vrstni motor
- Hirth HM 504 - 4-valjni zračno hlajeni obrnjeni vrstni motor, 105 hp (78 kW)
- Hirth HM 506 - 6-valjni zračno hlajeni obrnjeni vrstni motor, 165 hp (123 kW)
- Hirth HM 508 - 8-valjni zračno hlajeni obrnjeni V-motor, 280 hp (209 kW)
- Hirth HM 512 - 12-valjni zračno hlajeni obrnjeni V-motor, 400 hp (298 kW)
- Hirth HM 515 - 4-valjni zračno hlajeni obrnjeni vrstni motor 60 hp (45 kW)
- Hirth F-23 - 2-valjni dvotaktni motor 50 hp (37 kW)
- Hirth F-30 - 4-valjni dvotaktni motor 110 hp (82 kW)
- Hirth F-33 - 1-valjni dvotaktni motor 28 hp (21 kW)
- Hirth F-36 - 1-valjni dvotaktni motor 15 hp (11 kW)
- Hirth F-102 - 2-valjni dvotaktni motor 26 hp (19 kW)
- Hirth F-263 - 2-valjni dvotaktni motor 31 hp (23 kW)
- Hirth 2702 - 2-valjni dvotaktni motor 40 hp (30 kW)
- Hirth 2703 - 2-valjni dvotaktni motor 55 hp (41 kW)
- Hirth 2704 - 2-valjni dvotaktni motor 53 hp (40 kW)
- Hirth 2706 - 2-valjni dvotaktni motor 65 hp (48 kW)
- Hirth 3202 - 2-valjni dvotaktni motor 55 hp (41 kW)
- Hirth 3203 - 2-valjni dvotaktni motor 65 hp (48 kW)
- Hirth 3502 - 2-valjni dvotaktni motor 60 hp (45 kW)
- Hirth 3503 - 2-valjni dvotaktni motor 70 hp (52 kW)
- Hirth 3701 - 3-valjni dvotaktni motor 100 hp (75 kW)

### Turbinski motorji
- Heinkel HeS 1 - prvi operativni reaktivni motor
- Heinkel HeS 3 - prvi reaktivni motor, ki je poletel
- Heinkel-Hirth HeS 30
- Heinkel-Hirth HeS 40
- Heinkel-Hirth HeS 50
- Heinkel-Hirth HeS 60
- Heinkel-Hirth HeS 011